# Каинары
Каина́ры (также Кэйнарь; рум. Căinari) — город в Каушанском районе Молдавии. В состав города входит железнодорожная станция Каинары.

## История
Статус города получил в 1985 году. 13 августа 1985 года был образован Думбравенский район с центром Думбравены. 23 мая 1991 года переименован обратно в Кайнарский район с центром Кэинарь.
До образования уездов Молдовы существовал Кайнарский район (административный центр — Каинары), включавший 17 коммун и 31 село, входившее в коммуны.

## География
Железнодорожная станция железных дорог Молдовы.

## Население
По данным переписи населения 2014 года, в городе Кэинарь проживает 3803 человека (1870 мужчин, 1933 женщины).
Этнический состав села:
| Национальность | Число жителей | Процентный состав |
| -------------- | ------------- | ----------------- |
| молдаване      | 3466          | 91,14             |
| русские        | 188           | 4,94              |
| румыны         | 86            | 2,26              |
| украинцы       | 63            | 1,66              |
| Всего          | 3803          | 100 %             |

## Памятники
- Мемориал погибшим в Великой Отечественной войне (кованая медь, 1975; скульптор В. А. Дронов, архитектор И. Попов)[8].

## Известные уроженцы
- Матеевич, Алексей Михайлович (1888—1917) — молдавский поэт и переводчик.